# Hetken tie on kevyt
Hetken tie on kevyt – czwarty singel fińskiej piosenkarki Laury Närhi wydany 1 lutego 2012 roku przez Warner Music Finland.

## Lista utworów
- Digital download (1 lutego 2012)[1]

1. „Hetken tie on kevyt” – 3:57

## Teledysk
Teledysk do utworu został opublikowany 6 stycznia 2012.

## Pozycje na listach
| Kraj      | Lista (2012)   | Najwyższa pozycja |
| --------- | -------------- | ----------------- |
| Finlandia | Top 20 Singles | 1                 |